# 上海宾馆 (深圳)

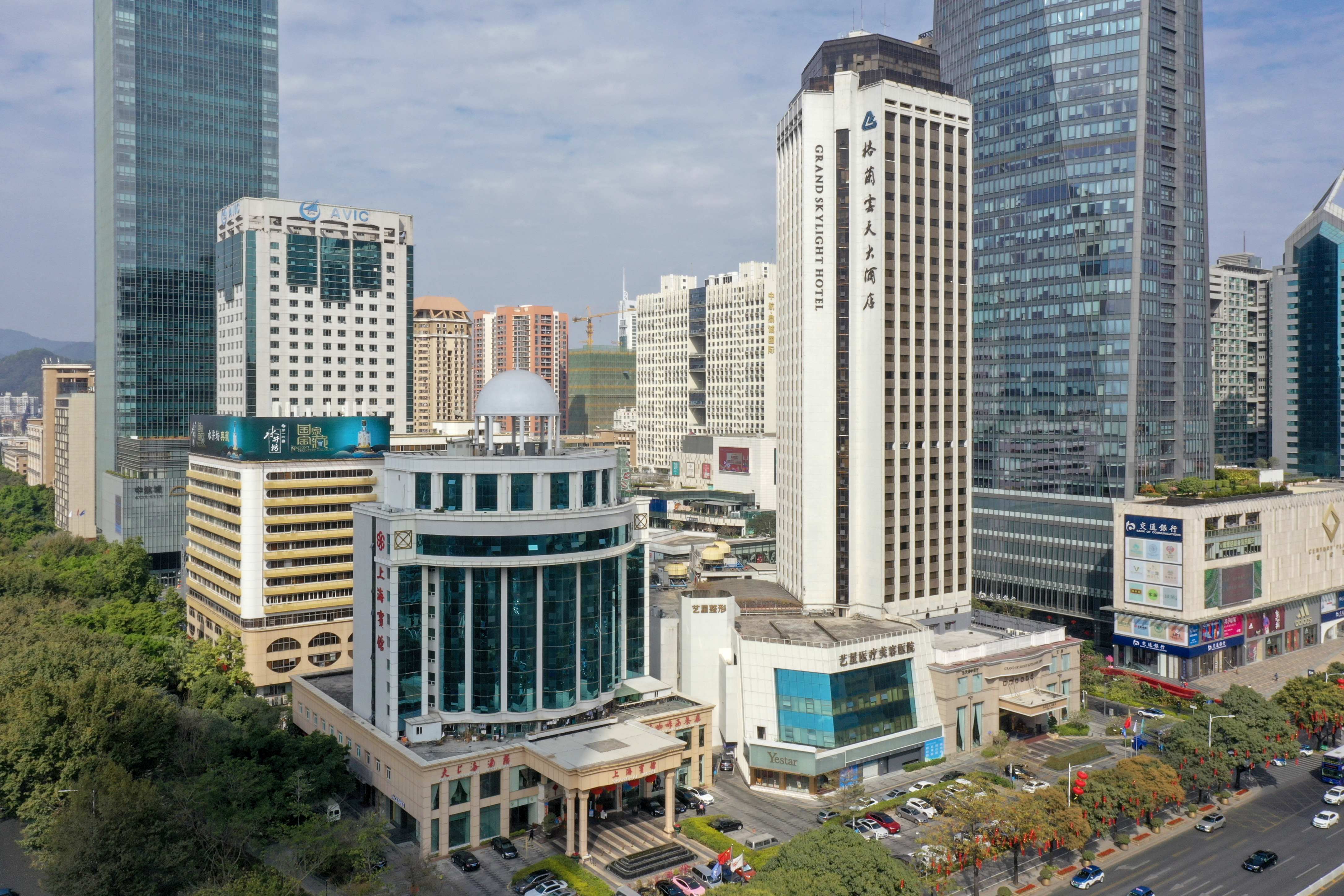
上海宾馆，位于深南中路与华富路交叉口东北角

上海宾馆，是深圳市历史建筑之一，位于中国广东省深圳市福田区华强北街道华航社区深南中路3032号。该建筑物建于1983年，属于改革開放後，为其他當代重要史跡及代表性建築。建筑由深圳、香港、上海的企业共同投资，内部装修为老上海风格。